# Code pénal (Italie)
Pour les autres articles nationaux ou selon les autres juridictions, voir Code pénal.
Lire en ligne

https://www.normattiva.it/uri-res/N2Ls?urn:nir:stato:decreto.regio:1930-10-19;1398!vig=

Le code pénal italien, aussi connu sous le nom de code Rocco, du nom du garde des sceaux du gouvernement Mussolini, Alfredo Rocco, est l'ensemble des règles de droit pénal actuellement en vigueur.

## Les premiers codes
Avant l'unification, chaque État de la péninsule italienne applique son propre code :
- le code pénal du 26 mars 1819 pour le royaume des Deux-Siciles ;
- le code pénal du 5 novembre 1820 pour le duché de Parme ;
- le Règlement du 20 septembre 1832 pour les États de l'Église ;
- le code pénal autrichien du 27 mai 1852 en Lombardie et en Vénétie ;
- le code pénal du 20 juin 1853 dans le grand-duché de Toscane ;
- le code pénal savoyard du 20 novembre 1859 du royaume de Sardaigne.
Ce dernier est progressivement étendu au reste de la péninsule avec l'unification de l'Italie, au fur et à mesure des annexions.
Toutefois, de 1861 à 1889, deux codes pénaux coexistent encore, car la Toscane continue à utiliser son propre code (qui prévoit l'abolition de la peine de mort à partir de 1859, après son rétablissement en 1853), et dans le royaume de Naples, son application reçoit des aménagements assez importants.

## Le code Zanardelli
L'unification de la législation intervient avec le code Zanardelli, du nom du ministre de la justice Giuseppe Zanardelli, promulgué le 30 juin 1889 pour entrée en vigueur le 1er janvier de l'année suivante.
Le code Zanardelli est divisé en trois livres. Le premier traite des Infractions et des peines en général, le deuxième des différents délits, le troisième des différentes contraventions. La notion de crime est absente du code.
La peine de mort est supprimée, la pleine la plus lourde étant celle de l'ergastolo, emprisonnement perpétuel.

## Le code Rocco
Sous le gouvernement Mussolini, la promulgation de la loi déléguée no 2260 du 4 décembre 1925 autorise le gouvernement à modifier le code existant ; la nouvelle législation est publiée le 19 octobre 1930, techniquement réalisée sous la direction de Manzini, et le décret royal no 1398 du 19 octobre 1930, publié au Journal officiel du 26 octobre 1930, no 251 (extraordinaire) entre en vigueur le 1er juillet 1931. Le décret royal de promulgation porte les signatures du roi d'Italie Victor-Emmanuel III, du chef du gouvernement de l'époque Benito Mussolini et du ministre de la Justice Alfredo Rocco.

### Révisions ultérieures
Après la Seconde Guerre mondiale, de nombreuses commissions d'étude ont élaboré des rapports et des articles en vue de l'approbation d'un nouveau code pénal, et le code Rocco a été largement critiqué par plusieurs partis politiques ; en outre, le monde universitaire et les praticiens du droit ont exprimé à plusieurs reprises leur opinion selon laquelle un nouveau code pénal, moderne et pleinement conforme aux principes constitutionnels, ne pouvait être reporté
Pourtant, une réforme organique du code pénal n'a jamais été adoptée : la doctrine pénale (Pannain, Delogu, Leone) considère que la restauration du code Zanardelli du XIXe siècle est impraticable, et s'oppose également à une réforme ex novo, arguant que la structure technique rigoureuse du code Rocco suffit à l'immuniser, dans ses aspects fondamentaux, contre la politisation.
En l'absence d'un code entièrement nouveau, de nombreux amendements ont été apportés par la Cour constitutionnelle et le Parlement. Ces amendements étaient très vastes et importants, mais partiels et déconnectés les uns des autres, sans conception unitaire et pas toujours appréciés par la doctrine[Qui ?]. Tout cela a conduit à une perte de compacité et de cohérence logique du code pénal.
Les modifications ont porté sur les dispositions les plus anachroniques et autoritaires d'origine fasciste, qui, après l'instauration de la République, étaient en conflit avec la Constitution. Toutefois, dès l'époque de la Lieutenance (1943 – 1946), des modifications importantes ont été apportées ; par exemple, toute mention de la peine de mort a été abolie.
Par la suite, et aujourd'hui encore, des réformes ont également été apportées en ce qui concerne les délits politiques, les délits sexuels, les délits contre la personne, les biens, l'administration publique et autres ; les délits de diffamation politique et religieuse sont revenus à la disposition du code Zanardelli (avec prédominance de la peine pécuniaire) et les délits d'attentat sont désormais calqués sur la tentative ; toutes les discriminations religieuses et de genre initialement présentes dans le code ont été éliminées ; les délits d'adultère, de concubinage, d'associations anti-nationales et internationales, de propagande subversive et anti-nationale, de duel et de mauvais langage ont été abrogés. D'autre part, les infractions de terrorisme, de harcèlement, de criminalité environnementale et de cruauté envers les animaux ont été incluses afin d'adapter le système juridique aux nouveaux besoins sociaux.
Les réformes ont été vastes et profondes, mais pas toujours dans le sens souhaité par la doctrine majoritaire[Qui ?]. Parallèlement aux réformes de dépénalisation et de réduction des peines, des réformes plus rigoureuses et répressives ont été introduites, notamment contre le terrorisme, mais pas seulement.

### Projets de réforme
Des décennies après l'entrée en vigueur de la Constitution, la nécessité d'un nouveau code plus moderne, inspiré non seulement des principes constitutionnels, mais aussi des conventions internationales et du thème des nouveaux droits, a été ressentie par beaucoup, et des projets de réforme globale ont également été présentés au niveau institutionnel (rappelons les expériences des commissions ministérielles Pagliaro, du projet Riz et Grosso, en 1988 et 2001), sans toutefois aboutir.

### Structure
Le code pénal est organisé en trois livres, qui sont à leur tour divisés en titres, chapitres, sections, paragraphes et articles.
| N° titre     | Titre                                                                   | Articles              |
| Livre I      | Infractions générales                                                   | 1-240                 |
| ------------ | ----------------------------------------------------------------------- | --------------------- |
| Titre I      | Droit pénal                                                             | 1-16                  |
| Titre II     | Sanctions                                                               | 16-38                 |
| Titre III    | Délit                                                                   | 39-84                 |
| Titre IV     | Le délinquant et la personne lésée par l'infraction                     | 85-131                |
| Titre V      | Modification, application et exécution des sanctions                    | 131-bis-149           |
| Titre VI     | Causes d'extinction de l'infraction et de la peine                      | 149-184               |
| Titre VII    | Pénalités civiles                                                       | 185-198               |
| Titre VIII   | Mesures de sécurité administratives                                     | 199-240               |
| Livre II     | Crimes en particulier                                                   | 241-649-bis           |
| Titre I      | Infractions contre la personnalité de l'État                            | 241-313               |
| Titre II     | Infractions contre l'administration publique                            | 314-360               |
| Titre III    | Infractions contre l'administration de la justice                       | 361-401               |
| Titre IV     | Délits contre le sentiment religieux et contre la piété pour les morts  | 402-413               |
| Titre V      | Infractions à l'ordre public                                            | 414-421               |
| Titre VI     | Infractions contre la sécurité publique                                 | 422-452               |
| Titre VI-bis | Infractions contre l'environnement                                      | 452-bis-452-terdecies |
| Titre VII    | Infractions contre la foi publique                                      | 453-498               |
| Titre VIII   | Infractions contre l'économie publique, l'industrie et le commerce      | 499-518               |
| Titre IX     | Infractions contre la moralité et la décence publiques                  | 519-544               |
| Titre IX-bis | Infractions contre le sentiment pour les animaux                        | 544-bis-544-sexies    |
| Titre X      | Infractions contre l'intégrité et la santé de la lignée                 | 545-555               |
| Titre XI     | Infractions contre la famille                                           | 556-574-ter           |
| Titre XII    | Infractions contre la personne                                          | 575-623-ter           |
| Titre XIII   | Infractions contre la propriété                                         | 624-649-bis           |
| Livre III    | Contraventions en particulier                                           | 650-734-bis           |
| Titre I      | Contraventions de police                                                | 650-730               |
| Titre II     | Infractions relatives à l'activité sociale de l'administration publique | 731-734               |
| Titre II-bis | Infractions relatives à la protection de la confidentialité             | 734-bis               |